# Емили Фејтфул
Емили Фејтфул (енгл. Emily Faithfull; Хедли, Сари, 27. мај 1835 — Манчестер, 31. мај 1895) је била енглеска активисткиња за женска права која је основала Victoria Press да би издавала English Woman's Journal.

## Биографија
Емили Фејтфул је рођена 27. маја 1835. у парохији Headley, Сари (грофовија) . Била је најмлађа ћерка велечасног Фердинанда Фајтфула (који је водио малу школу за дечаке у Ректорату) и Елизабет Мери Харисон. Фејтфул је похађала школу у Кенсингтону и са 21 годину изведена је пред суд 1857.
Фејтфул се придружила Langham Place Circle, кругу састављеном  од жена истомишљеника као што су Барбара Ли Смит Бодишон, Беси Рејнер Паркс, Џеси Баучерет, Емили Дејвис и Хелен Блекберн. Langham Place Circle се залагао за законску реформу статуса жена (укључујући право гласа), шире могућности запошљавања и побољшане могућности образовања за девојке и жене. Иако се Фајтфулова идентификовала са сва три аспекта циљева групе, њене главне области интересовања биле су усмерене на унапређење могућности запошљавања жена. Круг је био одговоран за формирање Друштва за унапређење запошљавања жена 1859. 
Године 1864, Фејтфул је била умешана у бракоразводну парницу између адмирала Хенрија Кодрингтона и његове супруге Хелен Џејн Смит Кодрингтон (1828–1876). Кодрингтон је оптужен за покушај силовања  Фејтфул. Ове оптужбе су одбачене и  Фејтфул је одбила да сведочи. Такође је сугерисано да су  Фејтфул и Хелен биле лезбејске љубавнице. Као резултат  Фејтфулове ограничене укључености и повезаности са случајем, њена репутација је страдала и група Langham Place ју је избегавала. Након овог повезивања са случајем, Фејтфул  је кренула да уништи све своје приватне папире, посебно писма која су писана њеној породици и од ње, остављајући за собом мало шта осим својих професионалних публикација и неколико драгоцених писама и исечака. 
Од њених нећака, један је био глумац Рутланд Барингтон , а други индолог Џон Фејтфул Флит, ИЦС. Међу своје пријатеље убројала је Richard Peacock-а, једног од оснивача Beyer, Peacock & Company, произвођача локомотива у Манчестеру, коме је посветила издање у Единбургу своје књиге Three Visits To America (Три посете Америци) са речима мом "Friend Richard Peacock Esq of Gorton Hall" 1882. Била је сведок брака ћерке Richard Peacock-а Џејн Пикок са Вилијамом Тејлором Бирченоуом, сином Џона Бирченоуа, другог произвођача свиле којег је с одобравањем цитирала у Три посете Америци због свог третмана према запосленима. 
Године 1888. Фејтфул је добила пензију по цивилној листи од 50 фунти. Умрла је у Манчестеру. 
Она је протагониста романа Ема Донахју из 2008. The Sealed Letter(Запечаћено писмо), који је засновано на бракоразводном случају Кодрингтон из 1864. 

## Victoria Press иVictoria Magazine
Са циљем проширења женске сфере рада, која је тада била веома ограничена, Емили Фејтфул је 1860. године у Лондону основала штампарију за жене, названу Victoria Press. Од 1860. до 1864. издавао је феминистички English Woman's Journal.  И Фејтфул и њен Victoria Press убрзо су стекли репутацију због свог одличног рада, а Фејтфул је убрзо потом именована за штампара и издавача као уобичајени краљице Викторије.
Године 1863. започела је са издавањем месечника Victoria Magazine, у којем је осамнаест година непрекидно и озбиљно заступала тврдње жена о плаћеном запослењу. 

## Активизам
У јануару 1864. објавила је први годишњи извештај Ladies' London Emancipation Society   и наставила да објављује друге радове у име овог друштва. Године 1868. објавила је роман Change upon Change (Промена за променом). Појавила се и као предавач, и, са циљем унапређења интересовања жена, држала је широка и успешна предавања у Енглеској и Сједињеним Државама, које је последње посетила 1872. и 1882. 
Била је чланица Друштва за унапређење запошљавања жена. Она је сматрала да је рад композитора (у то време релативно уносан занат; ручно састављање покретних слова за сваку страницу у процесу штампања) могући начин запослења за жене. Овоме се успротивио Лондонски синдикат штампара, који је био отворен само за мушкарце и који је тврдио да женама недостају потребна интелигенција и физичке вештине. 
Прибегавали су се триковима најмужевније природе, њихови рамови и табуреи су били прекривени мастилом да би ненамерно уништили хаљине, писма су се мешала у њиховим кутијама, а кофери су „некако“ испражњени. Мушкарци који су били навођени да дођу у канцеларију да раде на штампи и подучавају девојке, морали су да преузму лажна имена како би избегли откривање, пошто им је синдикат штампара забранио да помажу у одвратној шеми. – Емили Фејтфул

## Архива
Архива Емили Фејтфул се налази у The Women's Library на London School of Economics, реф 7ЕФА. 